# Média Heroniana
Em matemática, a média Heroniana H de dois números reais não negativos A e B é dada pela fórmula:
{\displaystyle H={\frac {1}{3}}\left(A+{\sqrt {AB}}+B\right).}
O nome da média vem de Heron de Alexandria.

## Aplicação em geometria sólida

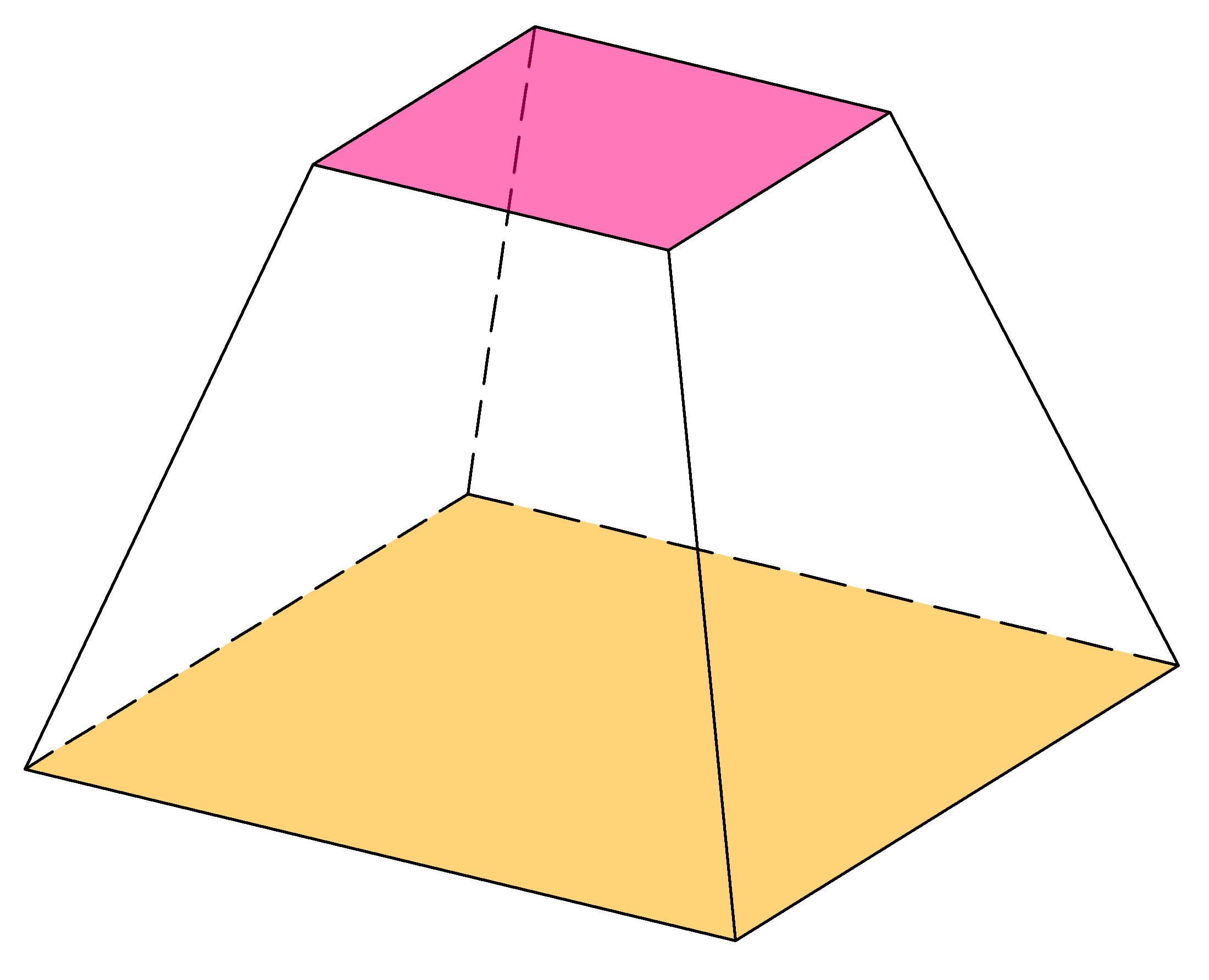
Um tronco quadrado, com volume igual à altura vezes a média Heroniana das áreas quadradas

A média Heroniana pode ser usada para encontrar o volume de um tronco de uma pirâmide ou cone. O volume é igual ao produto da altura do tronco pela média Heroniana das áreas das faces paralelas opostas.

## Relação com outros meios
A média Heroniana dos números A e B é uma média aritmética ponderada de suas médias aritméticas e geométricas:
{\displaystyle H={\frac {2}{3}}\cdot {\frac {A+B}{2}}+{\frac {1}{3}}\cdot {\sqrt {AB}}.}